# Venkaiah Naidu

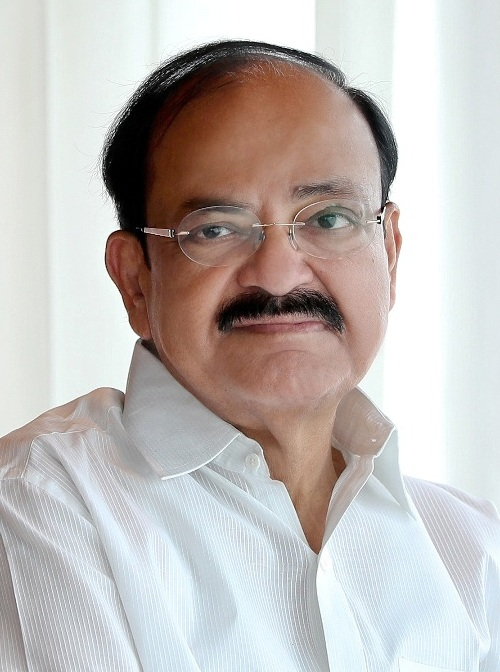
Venkaiah Naidu

Muppavarapu Venkaiah Naidu (Telugu ముప్పవరపు వెంకయ్య నాయుడు; * 1. Juli 1949 in Chavatapalem, damals Bundesstaat Madras, heute Andhra Pradesh) ist ein indischer Politiker der Bharatiya Janata Party (BJP). Er ist seit dem 11. August 2017 Vizepräsident Indiens und kraft Amtes Vorsitzender der Rajya Sabha. Von 1998 bis 2016 vertrat er Karnataka in der Rajya Sabha. Seit 2016 vertritt er dort Rajasthan.

## Biografie
Naidu wurde 1949 im Distrikt Sri Potti Sriramulu Nellore im heutigen Bundesstaat Andhra Pradesh geboren. Er studierte Politik und Internationales Recht und begann sich politisch zu engagieren. Sowohl als Studentenführer als auch als politische Persönlichkeit erlangte Naidu Bekanntheit als guter Redner, der sich für die Interessen von Bauern und die Entwicklung rückständiger Gebiete einsetzte. Er begann 1974 für den Aktivisten Jayaprakash Narayan zu arbeiten. Von 1977 bis 1980 war er Führer der Jugendorganisation der Janata Party und von 1978 bis 1985 vertrat er den Wahlkreis Udaygiri im Unterhaus von Andhra Pradesh. 1980 wechselte er von der Janata Party zur neugegründeten Bharatiya Janata Party und war von 1980 bis 1985 ihr Vorsitzender, von 1985 bis 1987 ihr Generalsekretär und von 1988 bis 1993 ihr Präsident in Andhra Pradesh.
1993 wurde er zum Generalsekretär der BJP auf nationaler Ebene befördert und übte diese Funktion für sieben Jahre aus. 2000 wurde er für zwei Jahre nationaler Minister für ländliche Entwicklung im Kabinett Vajpayee III. Danach wurde er Präsident der BJP bis Oktober 2004. Seit dem April 2005 ist er Vizepräsident der Partei. Nach dem Wahlsieg der BJP bei der Parlamentswahl 2014 wurde er am 26. Mai 2014 Minister für Stadtentwicklung, Wohnungsbau und Armutsbekämpfung sowie parlamentarische Angelegenheiten im Kabinett Modi I. Am 6. Juli 2016 wurde er zusätzlich Minister für Information und Rundfunk. Ein Jahr später trat er von beiden Ämtern zurück, um an der Wahl zum Vizepräsidenten 2017 teilzunehmen. Er gewann die Wahl vor einem Komitee aus Mitgliedern der Rajya Sabha und der Lok Sabha mit 516 Stimmen gegenüber 244 Stimmen für seinen Gegenkandidaten Gopal Krishna Gandhi und wurde zum 15. Vizepräsidenten Indiens.

## Persönliches
Er ist seit 1970 verheiratet und Vater von zwei Kindern. Im Gegensatz zu den meisten Politikern aus Südindien bemühte sich Naidu um die Erlernung und Beherrschung von Hindi und sprach in dieser Sprache auf öffentlichen Kundgebungen in Nordindien.
Naidu ist Mitglied des Rashtriya Swayamsevak Sangh.